# Dublin Football Club
Dublin Football Club foi um clube de futebol uruguaio da cidade de Montevidéu. 
Um de seus grandes feitos é ser, ao lado de Santa Cruz, Arsenal, Atlético Mineiro e do Flamengo um dos 5 únicos clubes do mundo que já venceram a Seleção Brasileira de Futebol.

## História
Dublin teve grande relevância durante a era Amateur (Amadora) do futebol uruguaio. Ficava localizado em Punta Carreta, bairro do sul costeiro de Montevidéu. Disputou 13 temporadas na primeira divisão entre 1908 e 1923.

## Títulos

### Nacionais
- Campeonato Uruguaio - 2ª Divisão: 1 (1915)

## Curiosidades
- Em uma excursão para o Brasil, em 1918, o time participou de um amistoso contra o Botafogo, no qual os dirigentes do clube brasileiro trajaram-se de fraque e cartola para receber o time. A partir deste jogo, os dirigentes esportivos do Brasil passaram a ser apelidados de Cartola[2].

- Em 07 de janeiro de 1917 o Dublin FC empatou por 0 x 0 com a Seleção Brasileira no Rio de Janeiro.

- Em 27 de janeiro de 1918, a equipe do Dublin FC vence a Seleção Brasileira no Rio de Janeiro, por 1 x 0.